# Канова (Ферара)
Канова (итал. Canova) је насеље у Италији у округу Ферара, региону Емилија-Ромања.
Према процени из 2011. у насељу је живело 65 становника. Насеље се налази на надморској висини од 2 м.